# Oncideres bucki
Oncideres bucki là một loài bọ cánh cứng trong họ Cerambycidae.